# Palombaro lungo
Il Palombaro lungo è la più grande cisterna idrica ipogea della città di Matera ed è situato sotto la pavimentazione di Piazza Vittorio Veneto, dove convergono le acque piovane e sorgive provenienti dalle colline di La Nera, Lapillo e Macamarda. Insieme ad altre cisterne ipogee forma la famosa Matera sotterranea; la cisterna fa parte di un sistema di raccolta delle acque che si estende per tutta la lunghezza dei sassi di Matera ed era necessario all'approvvigionamento dei suoi abitanti.

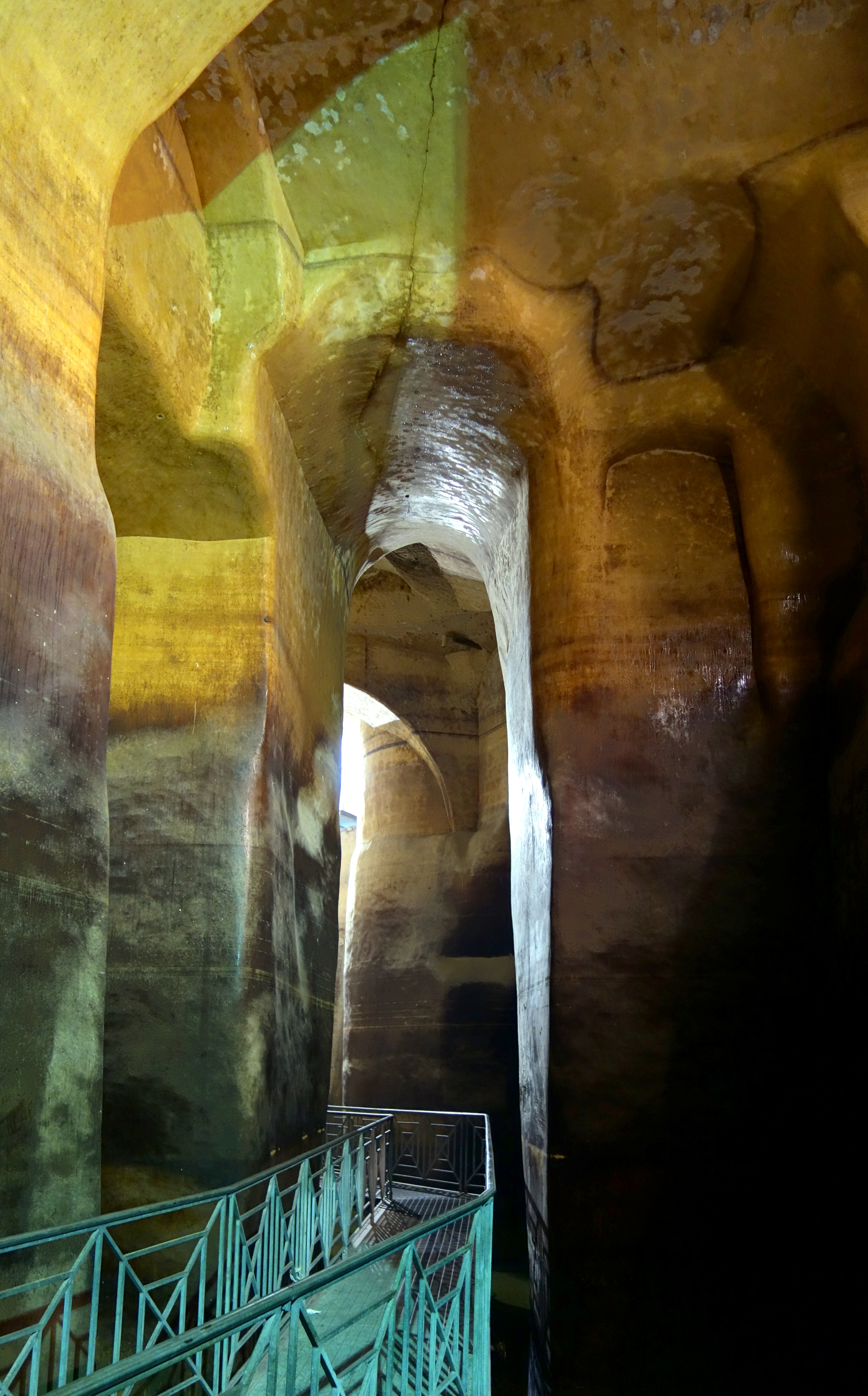
Interno del Palombaro lungo

## Storia

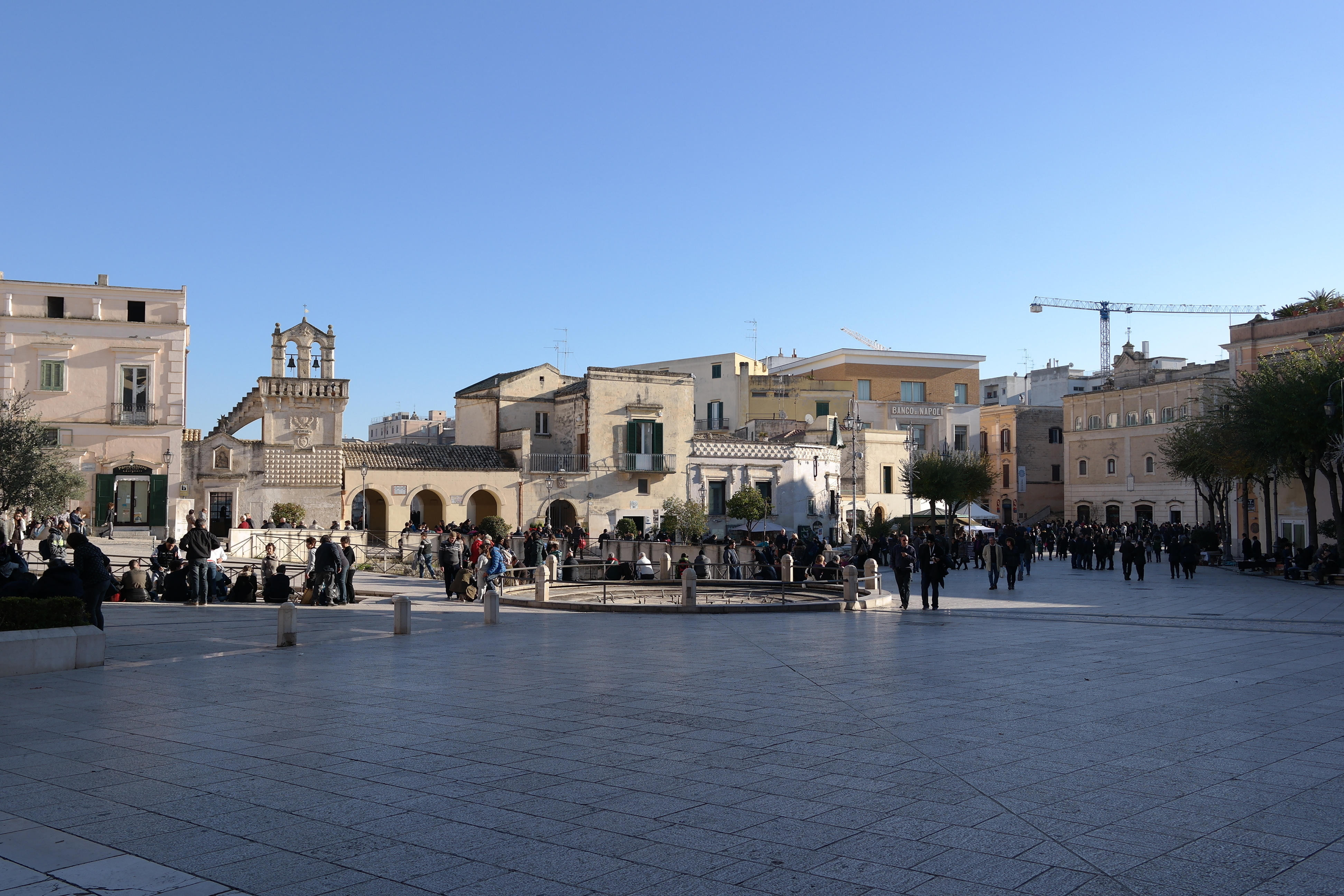
Scorcio della piazza soprastante il Palombaro Lungo

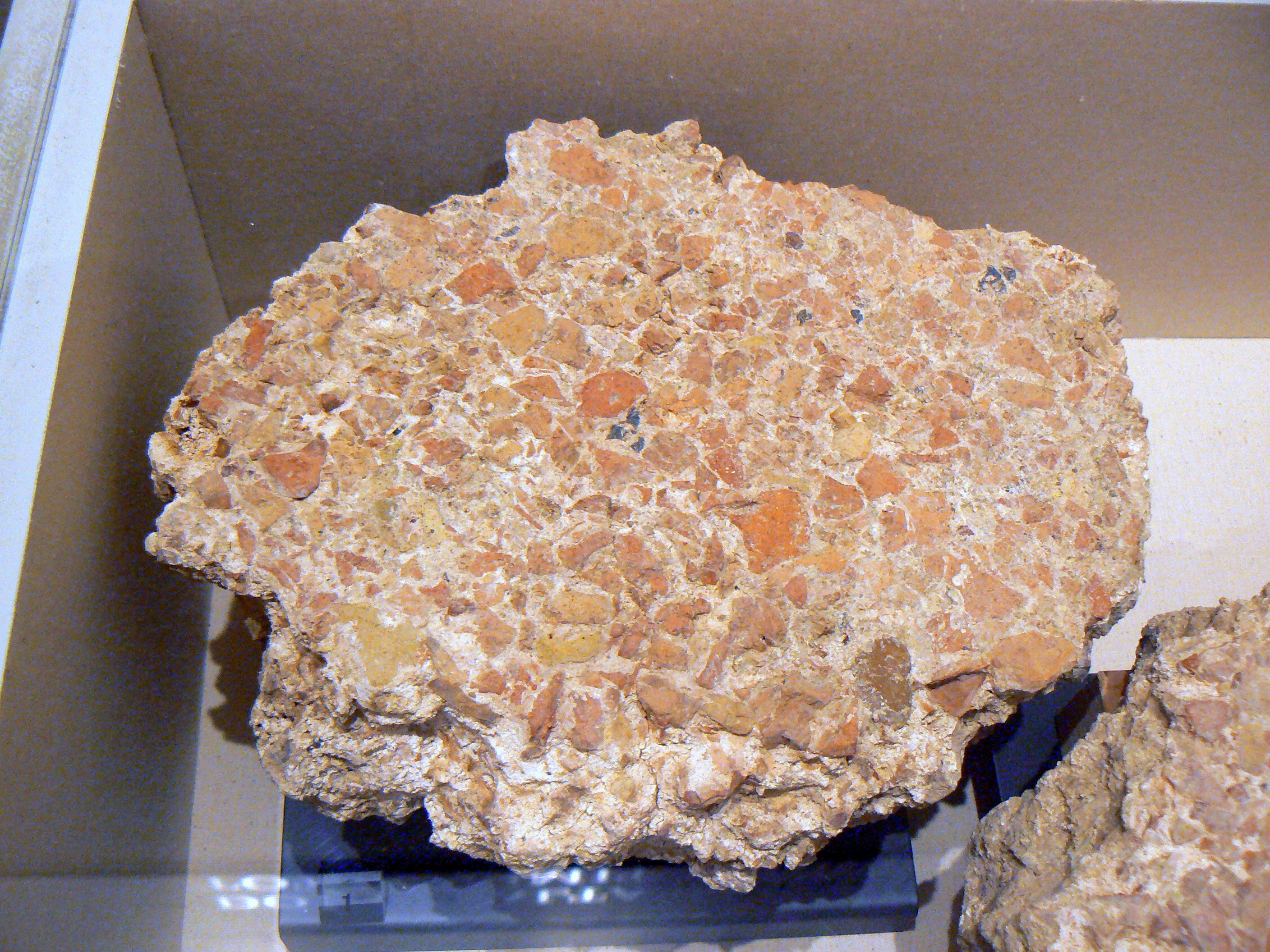
Pavimento rivestito in cocciopesto

Nell'area dei Sassi sono sempre state presenti delle cisterne ipogee, ma il Palombaro Lungo nasce dal collegamento di più grotte pre-esistenti nella zona in seguito all'aumento della popolazione e ai conseguenti lavori finalizzati alla costruzione di riserve idriche nel XVI secolo.
La realizzazione della cisterna risale al XIX secolo, fu ultimata infatti nel 1882 su progetto dell'ingegner Rosi, anche se non è facile stabilire una datazione certa degli ambienti ipogei di piazza Vittorio Veneto a causa della presenza antichissima di abitanti negli ambienti caveosi materani.
In passato l'area in cui si estende piazza Vittorio Veneto fu ricoperta da terra e detriti per facilitare l'edificazione e rassodare il precedente terreno argilloso, e difatti la piazza fa da spartiacque tra le abitazioni contadine nei Sassi e la parte cosiddetta "al piano", dimora delle famiglie borghesi. 
Dopo essere stato utilizzato per circa un secolo e mezzo come riserva idrica, smise di funzionare nel 1927 con l'arrivo dell'Acquedotto Pugliese che garantì rifornimento idrico alla città e rese superfluo l'uso del Palombaro Lungo.
Il Palombaro è stato riscoperto nel 1991 da un gruppo di studiosi, guidati da Enzo Viti, tecnico disegnatore, esperto di Matera Sotterranea, che al momento della scoperta attraversò la cisterna a bordo di un gommone; tale scoperta contribuì a far diventare i Sassi di Matera patrimonio mondiale dell'UNESCO.

## Etimologia
Il nome potrebbe derivare dal latino palumbarius e dunque fare riferimento ad un rapace che si getta sulle prede e si immerge, o anche dal verbo greco antico "κολυμβάω" coliumbao che significa "immergersi", secondo altre fonti potrebbe collegarsi al termine latino plumbarius, ovvero luogo che serviva per la raccolta delle acque. 
L'aggettivo "lungo" fa invece riferimento alla grandezza della struttura.
Il termine "Palombaro" viene utilizzato anche nell'Iliade con riferimento ai "Palombari Nudi", quando si parla della caduta di Cebrione e anche in Tucidide quando descrive l'assedio di Siracusa. Possiamo quindi dedurre che la parola "palombaro" sia utilizzata per indicare tutto ciò che si trova al di sotto del livello delle acque.

## Caratteristiche e utilizzo della struttura
La cisterna presenta pareti in calcarenite dalla forma arrotondata, rivestite da un intonaco impermeabile, il cocciopesto (un'antica tecnica, conosciuta dalle popolazioni del Mediterraneo, per evitare che l'acqua fosse assorbita dalle rocce di calcarenite).
Il Palombaro è alto circa 18 metri e largo 50 ed ha una capienza di circa 5 milioni di litri d'acqua.
I materani si approvvigionavano dal Palombaro lungo calando dei piccoli secchi attraverso due fori esterni; alcuni dei secchi utilizzati vennero smarriti e possono essere rintracciati oggi in una piccola zona asciutta, un tempo sommersa, chiamata comunemente "la spiaggetta".